# Димитър Кръстев (архитект)
Вижте пояснителната страница за други личности с името Димитър Кръстев.
Димитър Георгиев Кръстев е български архитект.

## Биография
Роден на 6 септември 1933 г. в село Енина, Казанлъшко. Завършва специалност „Архитектура“ в Инженерно-строителния институт (днес Университет по архитектура, строителство и геодезия) в София през 1958 г.
От 1958 до 1962 г. работи в ИПК, реставрация и консервация на сгради и археологически обекти в Копривщица, Шумен, Плиска, Мадара и Преслав. От 1962 до 1993 г. е проектант и ръководител на ателие в „Главпроект“ София. След 1993 г. е архитект на свободна практика. През 1995 – 2001 г. е заместник-председател на Управителния съвет на Съюза на архитектите в България с ресор „творческо-професионална дейност“.

## Реализирани проекти
Автор (самостоятелно и в колектив) на архитектурни, градоустройствени и скулптурни произведения в различни градове на страната.
- Музей на възрожденската архитектура „Кольо Фичето“, Дряново;
- Младежки дом и хотел-ресторант, Ямбол;
- Хотел „Нептун“, Приморско;
- Хотел „Лазур“, Приморско;
- Параклис-паметник на жертвите на тоталитаризма;
- Ресторант и бар „Бисер“, Приморско;
- Жилищни многофункционални сгради в Девин, Ямбол, Елхово и др.;
- Музей-пантеон на Георги Раковски, Котел;
- Партиен дом във Видин;
- Археологически музей в Преслав;
- ГКПП Свиленград;
- Градоустройствени проекти (самостоятелно и в колектив) на Велинград, Лом, Девин, Ямбол, Варна, София и други.